# عدنان پاچه‌چی
عدنان پاچه‌چی (عربی: عدنان الباجه جي؛ زادهٔ ۱۴ مهٔ ۱۹۲۳ – درگذشته ۱۷ نوامبر ۲۰۱۹) یک سیاست‌مدار اهل عراق بود. عدنان پاچه‌چی در ۱۷ نوامبر ۲۰۱۹، در سن ۹۶ سالگی درگذشت.